# Trichomycterus triguttatus
Trichomycterus triguttatus és una espècie de peix de la família dels tricomictèrids i de l'ordre dels siluriformes.

## Morfologia
Els mascles poden assolir els 3,6 cm de llargària total.

## Distribució geogràfica
Es troba a Sud-amèrica: estat de São Paulo (Brasil).